# VAG BTS-motor
VAG BTS motoren er den 16-ventilede version af VAG-koncernens 1,6 liters benzinmotor.
Den benyttes i minibiler som fx Seat Ibiza og VW Polo fra og med årgang 2006.